# Euarne
Euarne é um gênero de mariposa pertencente à família Acrolepiidae.